# Зенковці
Зенковці (словен. Zenkovci) — поселення в общині Пуцонці, Помурський регіон, Словенія. Висота над рівнем моря: 220,6 м.